# Кабьянка, Джулио
Джу́лио Кабья́нка (итал. Giulio Cabianca, 18 февраля 1923, Верона, Италия — 15 июня 1961, Модена, Италия) — итальянский автогонщик, пилот Формулы-1.

## Формула-1
Первым Гран При для Джулио стал Гран при Монако 1958 года. В той гонке он выступал на болиде команды «OSCA», но не смог пройти квалификацию. Чуть позже он принял участие в Гран При Италии. Во время гонки у Кабьянки случились проблемы с двигателем, и он сошёл с дистанции.
Наступил 1959 год. Джулио в том году принял участие только в Гран При Италии. Стартовал с 21-й позиции, финишировал на 15-м месте.
В 1960 году Джулио также принял участие в Гран При Италии, но уже за команду «Scuderia Castellotti», на машине Cooper T51. Финишировал на 4 позиции. В итоге Джулио стал 19-м в общем зачёте.

## Гибель
В 1961 году Кабьянка тестировал машину Cooper-Ferrari F1 для команды «Scuderia Castellotti» на автодроме Модена. Во время тестов на машине отказала коробка передач, автомобиль вылетел с трассы через ворота (которые были открыты для грузовиков, привозивших гравий для строительства новой трибуны) на трассу Виа Эмиля. Сначала Кабьянка сбил прохожего, который получил тяжелые травмы ног, но остался жив. Затем машина Кабьянки ударилась об автомобиль Энрико Моро, после влетела в бетонные блоки, один из которых убил велосипедиста и сбил фургон, водитель которого погиб сразу. Автомобиль же после этого сбил мотоцикл Эуджинио Стефани, который также погиб. Сам Кабьянка после аварии оставался в сознании, но в 21 час в тот же день умер в госпитале в Санкт Агостино от травм головы.